# Turmhügel Wallberg
Der Turmhügel Wallberg ist eine abgegangene mittelalterliche Höhenburg von Typus einer Turmhügelburg (Motte) auf 543 m ü. NHN unmittelbar nördlich von Streitau, einem Gsmsindeteil von Gefrees im Landkreis Bayreuth in Bayern.

## Beschreibung
Der Turmhügel liegt auf der Spornkuppe des Wallberges, der nach Südosten über Streitau vorspringt. Bis auf die Nordwestseite fällt der Berg mit mäßig steiler Böschung ab, der Nordseite wurde durch einen Abschnittswall mit vorgelagertem Graben gesichert. Diese geradlinig von Westen nach Osten verlaufende Abschnittsbefestigung ist stark gestört, der Wall wurde größtenteils abgetragen, der 15 Meter breite Graben verfüllt.
Die Fläche des Turmhügels misst 28 mal 19 Meter, er weist an der West- und der Südseite eine 1,8 Meter tieferliegende und fünf Meter breite Berme auf. Auf diese Berme folgt eine zweite, sie ist zehn Meter breit und wiederum 1,5 Meter tiefer gelegen. An der Ostseite fehlt heute jede Befestigung.
Der Turmhügel ist als Bodendenkmal D-4-5836-0016 „Mittelalterlicher Turmhügel“ vom Bayerischen Landesamt für Denkmalpflege erfasst.